# Casa Ricordi
Cet article concerne la maison d'édition. Pour le film italien, voir Casa Ricordi (film). Pour le label discographique, voir Dischi Ricordi.
Pour les articles homonymes, voir Ricordi.
La Casa Ricordi (maison Ricordi) est une maison d'édition musicale, fondée à Milan en 1808 dont le nom est lié à l'opéra italien.

## Histoire
Son fondateur, Giovanni Ricordi (1785-1853), est un exemple caractéristique de l'esprit d'entreprise de la société de Milan pendant la période de domination napoléonienne. Il travaille d'abord comme copiste musical pour les différents théâtres de la ville. Après avoir appris à Leipzig les techniques de la chalcographie musicale, il fonde une petite typographie qui sera à l'origine de la principale maison d'édition musicale italienne. En 1814, il publie son premier catalogue. Propriétaire de 800 partitions, il devient le fournisseur privilégié du teatro alla Scala, où il travaille aussi comme conseiller. En 1825, il rachète toutes les archives musicales de la Scala. Il se présente alors comme « Editore dell'Imperial Regio Conservatorio, delle Opere complete ed originali di Rossini e […] proprietario della musica degli Imperiali Regi teatri ».
En 1838, son nouveau catalogue comprend 10 000 partitions, y compris celles de Gioachino Rossini, de Vincenzo Bellini ou de Gaetano Donizetti. En 1839, il publie la première œuvre de Giuseppe Verdi, Oberto conte di San Bonifacio, qu'il acquiert pour 1 600 lires. En 1840, il obtient la signature d'une convention sur le droit d'auteur entre le royaume de Sardaigne et l'Autriche-Hongrie, convention à laquelle vont adhérer les autres États italiens. C'est la fondation d'une reconnaissance internationale du droit d'auteur.
En 1842 son fils, Tito I, fonde la principale revue musicale du XIXe siècle, la Gazzetta Musicale di Milano qui durera jusqu'en 1902. Ouverture de la première succursale à Naples en 1864, puis à Florence (1865), Rome (1871), Londres (1878), Palerme et Paris (1888). Il absorbe en 1880, sur les conseils de Giuseppe Verdi, la Casa musicale Lucca créée en 1825 à Milan par Francesco Lucca, son ancien apprenti, en rachetant pour 1 500 000 lires à Giovannina Lucca, veuve du fondateur, le fonds, l'imprimerie, l'atelier de copie, le magasin de musique et le catalogue de près de 50 000 œuvres éditées comprenant plus de 2 500 compositeurs.
À partir de 1888, son petit-fils Giulio Ricordi (1840-1912) reprend les rênes de la maison en s'appuyant sur Giacomo Puccini, bien au-delà d'un simple rapport professionnel. Il contribue également au succès de la maison avec des affiches qui étaient très diffusées en Europe au tournant du siècle, dus à  Leonetto Cappiello, Luigi Emilio Caldanzano, Ludovico Cavaleri, Marcello Dudovich, Adolfo Hohenstein, Franz Laskoff, Leopoldo Metlicovitz, Giovanni Mataloni et Aleardo Villa.

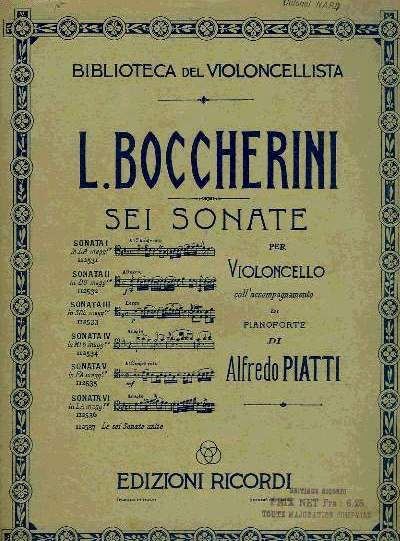
Arrangement pour violoncelle et piano de 6 sonates (G.1, 4-6, 10 et 13) pour violoncelle et basse continue de Luigi Boccherini par Alfredo Piatti.

En 1908, pour son premier centenaire, il a publié 112 446 partitions. Sa diffusion internationale progresse sous Tito II à partir de 1912 mais la Première Guerre mondiale ralentit cette croissance. En 1919, Tito II démissionne et est remplacé par Renzo Valcarenghi et Carlo Clausetti. Avec les deux représentations posthumes de Néron d'Arrigo Boito et de Turandot de Puccini, se conclut un cycle, celui du post-romantisme italien. Naît le goût pour de nouvelles formes musicales : Ferruccio Busoni, Alfredo Casella, Alfredo Catalani, Manuel de Falla, Giorgio Federico Ghedini, Gian Francesco Malipiero, Ildebrando Pizzetti, Amilcare Ponchielli, Francis Poulenc, Ottorino Respighi, Edgard Varèse, Ermanno Wolf-Ferrari, Riccardo Zandonai, Alexander von Zemlinsky.
En 1943, les deux sièges de la maison milanaise sont détruits par les bombardements avec de nombreux dégâts, certains irréparables. Au sortir de la guerre, Ricordi joue un rôle essentiel dans l'édition des œuvres de Vivaldi, récemment mises au jour. La musique contemporaine entre dans le catalogue : Prometeo de Luigi Nono, mais aussi : Giorgio Battistelli, Luciano Berio, Sylvano Bussotti, Azio Corghi, Franco Donatoni, Lorenzo Ferrero, Gérard Grisey, Adriano Guarnieri, Klaus Huber, Bruno Maderna, Giacomo Manzoni, Emmanuel Nunes, Francesco Pennisi, Salvatore Sciarrino, Fabio Vacchi.
La musique pour l'enseignement constitue désormais une activité majeure de la maison. La musique de variétés est représentée par Pop Publications (pop et rock). La Casa Ricordi est présente à l'étranger avec des filiales à Buenos Aires, Londres, Munich, Paris, São Paulo. Elle a acheté la majeure partie de la société hongroise Editio Musica Budapest et c'est le principal actionnaire du français Salabert.
En Italie, elle représente en exclusivité 24 éditeurs étrangers dont : Boosey & Hawkes, Chester, Editio Musica Budapest, Faber Music, Music Sales, Salabert, Schirmer/AMP, Universal Edition.

## Groupe
Elle fait partie depuis 1994 du groupe Bertelsmann (BMG).